# Niên trưởng Hồng y Đoàn
Niên trưởng Hồng y Đoàn (hoặc Hồng y Niên trưởng, tiếng Latinh: Decanus Sacri Collegii, tiếng Anh: Dean of the College of Cardinal) là vị đứng đầu Hồng y Đoàn trong Giáo hội Công giáo Rôma,  luôn là Hồng y đẳng Giám mục và có tước hiệu Giáo phận Ostia dành cho Hồng y sau khi được bầu lên làm niên trưởng hồng y đoàn. Mặc dù tiếng Việt gọi là "niên trưởng" nhưng ông không nhất thiết phải hồng y thâm niên nhất trong Hồng y Đoàn, bởi vì các Hồng y đẳng linh mục luôn là các hồng y thâm niên hơn Hồng y đẳng Giám mục. Niên trưởng Hồng y Đoàn có nhiệm kỳ 5 năm và có thể tái đắc cử, theo quy định mới của Giáo hoàng Phanxicô vào năm 2019. Tước vị Niên trưởng Hồng y Đoàn được thiết lập từ đầu thế kỷ 12.
Hồng y Niên trưởng được trợ giúp bởi vị Hồng y Phó Niên trưởng với tư cách Phó Hồng y Đoàn.Tước vị Niên trưởng và Phó Niên trưởng Hồng y Đoàn là Hồng y đẳng Giám mục được bầu bởi các Hồng y đẳng Giám mục, ngoại trừ các Thượng phụ của các Giáo hội Đông phương, và phải được Giáo hoàng phê chuẩn.
Hồng y Niên trưởng có trách nhiệm triệu tập Mật nghị Hồng y để bầu chọn giáo hoàng mới khi Giáo hoàng đương nhiệm qua đời hoặc thoái vị, ông cũng chủ trì các cuộc họp trong mật nghị, trừ khi đã quá tuổi để bỏ phiếu. Ngoài ra, Hồng y Niên trưởng cũng có trách nhiệm phát ngôn "các tin tức về cái chết của giáo hoàng với các đoàn ngoại giao ở Tòa Thánh và các nguyên thủ quốc gia tương ứng", ông là đại diện cho hình ảnh Tòa Thánh trước công chúng trong thời gian trống tòa. Hồng y Niên trưởng cũng là người có đặc quyền hỏi Giáo hoàng đắc cử có chấp nhận chức vụ hay không, và tông hiệu mà Giáo hoàng đắc cử muốn sử dụng. Theo Giáo luật điều 355 (Giáo Luật 1983): Hồng y Niên trưởng có thẩm quyền truyền chức Giám mục cho người được bầu làm Giáo hoàng, nếu người đắc cử chưa lãnh chức Giám mục. Trong trường hợp vị niên trưởng bị ngăn trở, thì quyền ấy thuộc về Hồng y Phó niên trưởng, và nếu vị này cũng bị ngăn trở, thì thuộc về hồng y cao niên nhất thuộc đẳng Giám mục. Chẳng hạn, Hồng y Joseph Ratzinger vốn là Niên trưởng, và khi ông được bầu làm Giáo hoàng hồi năm 2005 (trở thành Giáo hoàng Biển Đức XVI) thì Hồng y Phó niên trưởng khi đó là Angelo Sodano thực hiện nhiệm vụ hỏi sự chấp nhận và tông hiệu. Hồng y Niên trưởng hoặc Hồng y Phó niên trưởng không có một quyền hành cai quản nào trên các hồng y khác, nhưng đều được coi là "Người đứng đầu trong số những người bình quyền".
Hồng y Niên trưởng hiện nay là Giovanni Battista Re, ông giữ tước hiệu Giáo phận Ostia, đồng thời vẫn giữ nguyên tước hiệu của một giáo phận khác mà ông đã có trước.